# Ğ1
La Ğ1 (prononcée en français « June », /ʒyn/) est une cryptomonnaie P2P basée sur le logiciel Duniter.
Son mécanisme de création monétaire est différent des autres cryptomonnaies,,. Dans l'ouvrage théorique de Stéphane Laborde, « Théorie relative de la monnaie », paru en auto-édition en 2010, est présumé et décrit qu'il est possible d'accorder une part de création des unités monétaires de manière égale entre les individus, tout en respectant une symétrie spatiale et temporelle. Ainsi, tous les êtres humains peuvent obtenir le statut de membre sous réserve qu'ils intégrent la toile de confiance, et ainsi participent à la création monétaire tout en leur permettant de créer quotidiennement la même part de monnaie que les autres membres. Cela fait de la Ğ1 une monnaie à Dividende Universel (DU),,,.

Cependant, l'usage de la monnaie Ğ1 n'est pas réservé aux membres de la toile de confiance, car l'ouverture de comptes sans formalités, dits «comptes portefeuille», est possible 
sans limitation de nombre ou d'âge.

## Fonctionnement théorique

### Création monétaire
Concernant son procédé de création monétaire, la Ğ1 se distingue des autres cryptomonnaies en mettant en place une monnaie libre comme décrit dans la « Théorie relative de la Monnaie » (TRM) rédigée par Stéphane Laborde,,.
La TRM s’inspire du logiciel libre, elle présente donc quatre libertés économiques, comme axiomes de départ.
De ces quatre libertés découlent le fait que la monnaie ne doit pas être créée de manière centralisée, ni par des banquiers, ni par de puissants calculateurs. Ainsi, la monnaie doit être créée à parts égales par chaque utilisateur dans l’espace économique et dans le temps. C’est-à-dire que chaque membre humain de la monnaie libre doit créer la même portion de monnaie où qu’il soit, et à quelque époque qu’il soit.
Cette portion de monnaie doit être un coefficient de la masse monétaire divisé par le nombre de membres : c × (M/N). La théorie démontre qu’un coefficient élevé favorise les nouveaux entrants, un coefficient faible favorise les plus anciens. Une valeur autour de 10 % semble acceptable.
Cette création continue de monnaie (sans destruction apparente) entraîne automatiquement une augmentation perpétuelle de la masse monétaire. Pour que, quel que soit le moment chacun crée la même portion de monnaie, cette portion augmente proportionnellement autant. Ce qui entraîne  donc une augmentation quantitative de la monnaie exponentielle.
La notion de relativité pointe le fait que ce n’est pas la quantité de monnaie qui importe, mais la part de la masse que chacun possède. C’est pourquoi, en monnaie libre, l’unité pour les échanges n’est pas le nombre d’unités, mais le nombre de portions que chacun possède. Quand on compte en nombre de portions il n’y a plus d’augmentation de la masse monétaire, mais une répartition régulière de cette masse.

### Dividende universel
La création perpétuelle de monnaie par chacun des membres, devient donc un dividende universel. Ce dividende peut être vu comme un revenu de base ,, mais n’est pas un revenu de suffisance (la suffisance étant subjective).
La création de monnaie est calculée pour être de 4,88 % tous les 6 mois (près de 10 % par an). Cette création est répartie sur chaque jour de l’année. Le montant du DU Ğ1 quotidien est réévalué à chaque équinoxe. Chaque membre de la toile de confiance voit son compte augmenter chaque jour d’un DU Ğ1.
1 DU Ğ1 par jour et par personne, c’est un invariant. Cet invariant sert d’unité d’échange pour exprimer les prix qui ne varient pas du fait de la masse monétaire. Si la Ğ1 semble inflationniste en quantitatif, elle ne l’est plus en relatif (quand on compte en DU Ğ1).
Cette augmentation perpétuelle de la masse monétaire fait que tous les comptes membres convergent peu à peu vers la moyenne de la masse monétaire divisé par le nombre de membres. Quand l'activité est neutre (les dépenses = les recettes) la moyenne est atteinte en 40 ans.
| Date              | montant  | Commentaire             | Masse monétaire | Nombre de membres | M/N         | M/N en DUğ1 |
| ----------------- | -------- | ----------------------- | --------------- | ----------------- | ----------- | ----------- |
| 8 mars 2017       | 10,00 Ğ1 | Démarrage de la monnaie | 590,00 Ğ1       | 59                | 10,00 Ğ1    | 1,00        |
| 21 mars 2017      | 10,00 Ğ1 | Première réévaluation   | 8 580,00 Ğ1     | 65                | 132,00 Ğ1   | 13,20       |
| 20 septembre 2017 | 10,01 Ğ1 |                         | 313 143,03 Ğ1   | 303               | 1 033,47 Ğ1 | 103,24      |
| 22 mars 2018      | 10,02 Ğ1 |                         | 1 308 655,95 Ḡ1 | 841               | 1 556,07 Ḡ1 | 155,29      |
| 20 septembre 2018 | 10,04 Ğ1 |                         | 3 365 648,23 Ḡ1 | 1 328             | 2 534,37 Ḡ1 | 252,93      |
| 22 mars 2019      | 10,07 Ğ1 |                         | 6 160 615,70 Ḡ1 | 1 745             | 3 530,43 Ḡ1 | 350,58      |
| 21 septembre 2019 | 10,11 Ğ1 | [ 16 ]                  | 9 901 810,56 Ḡ1 | 2 229             | 4 442,26 Ḡ1 | 439,39      |
| 21 mars 2020      | 10,16 Ğ1 |                         | 14,398 M Ḡ1     | 2 641             | 5 451,72 Ḡ1 | 536,58      |
| 20 septembre 2020 | 10,23 Ğ1 |                         | 19,414 M Ğ1     | 2 788             | 6 963,41 Ğ1 | 680,68      |
| 21 mars 2021      | 10,32 Ğ1 |                         | 24,97 M Ğ1      | 2 979             | 8 323 Ğ1    | 806         |
| 20 septembre 2021 | 10,42 Ğ1 | Bloc 459 427            | 30,813 M Ğ1     | 3 471             | 8 877 Ğ1    | 852         |
| 21 mars 2022      | 10,51 Ğ1 | Bloc 510 460            | 38,467 M Ğ1     | 4 694             | 8 195 Ğ1    | 780         |
| 20 septembre 2022 | 10,59 Ğ1 | Bloc 560 701            | 49,112 M Ğ1     | 6 311             | 7 782 Ğ1    | 734         |
| 22 mars 2023      | 10,68 Ğ1 | Bloc 611 627            | 63,091 M Ğ1     | 7 971             | 7 912 Ğ1    | 741,11      |
| 21 septembre 2023 | 10,78 Ğ1 |                         |                 |                   |             |             |
| 21 mars 2024      | 10,91 Ğ1 |                         |                 |                   |             |             |
| 22 septembre 2024 | 11,06 Ğ1 |                         |                 |                   |             |             |
| 21 mars 2025      | 11,25 Ğ1 |                         |                 |                   |             |             |

On peut constater que cette évolution n’est pas de 4.88 % par semestre. C’est parce que l’évolution tient compte du nombre de membres. Les 4,88 % seront atteint quand le nombre de membres sera stable.

## Fonctionnement pratique
Dans la pratique, l'utilisation de la Ğ1, est similaire au fonctionnement d'un SEL, sans limite locale. Comme dans les SEL, ce sont les liens et les rencontres entre membres qui sont privilégiées.
Il n'y a pas de frais d'adhésion, tout le monde peut créer un compte, à partir du logiciel client.
Le mode d'émission de la Ğ1 dépassent certaines contraintes des monnaies locales sans autorisation de l'ACPR pour une émission dématérialisée. La construction de la toile de confiance de la Ğ1 qui implique des rencontres humaines participent à l’initiation d'échanges marchand locaux non professionnels. La Ğ1 répond donc aussi à certains objectifs de l'Économie sociale et solidaire.

### Toile de confiance
La Ğ1 se distingue des autres cryptomonnaies par sa toile de confiance intégrée à la chaîne de blocs.
Pour devenir membre cocréateur de monnaie, chaque membre doit être certifié par cinq autres membres au minimum. Les mineurs peuvent être certifiés par tout autre membre certifié qui peut attester les connaître suffisamment.
Cette toile de confiance a pour but d’identifier ses utilisateurs de façon totalement décentralisée, afin de limiter le faux-monnayage par l’usage de plusieurs comptes membres.
Plusieurs paramètres permettent à la toile de se prémunir contre la fraude, entre autres de l’attaque Sybil. Ces paramètres pourront varier dans l'avenir par consensus établi entre les codeurs et mainteneurs de la chaîne des blocs Duniter.
Ces paramètres sont :
- le nombre de cinq certificateurs minimum pour entrer dans la toile de confiance ;
- Obtenir cinq certifications dans un délai de deux mois ;
- le délai de cinq jours  entre la prise en compte de deux certifications émise ;
- la durée de deux ans de validité d’une certification ;
- être à moins de cinq pas de 80 % des membres référents (les membres référents sont ceux ayant reçu et émis un certain nombre de certifications).

### Licence monétaire Ğ1
La théorie relative de la monnaie ne contient que des règles concernant la création monétaire, tandis que la licence de la Ğ1 sert de mode d'emploi pour la création de comptes de membre, en particulier, les règles de sécurité que constitue la certification pour deux ans avec validation intermédiaire.

Lors de la création de compte membre de la toile de confiance Ğ1, les protocoles des logiciels clients spécifiques à la Ğ1 demandent à chaque personne de s’engager à respecter la licence monétaire Ğ1,.
Cette licence monétaire contient des règles et conseils à suivre qui permettent d’assurer à la communauté qu’une même personne physique ne puisse pas avoir plusieurs comptes membres créateurs de monnaie. Ceci dans le but de contrer le faux-monnayage.
La licence explique également le fonctionnement de la création monétaire de la Ğ1.

### Comment la monnaie Ğ1 se distingue-t-elle des autres cryptomonnaies
La monnaie Ğ1 se distingue des autres cryptomonnaies de plusieurs manières importantes :
1. Création monétaire égalitaire : contrairement à la plupart des cryptomonnaies, la Ğ1 est créée de manière égalitaire entre tous les membres via un Dividende Universel (DU) distribué quotidiennement. Cela signifie que tous les membres reçoivent la même quantité de monnaie, indépendamment de leur ancienneté ou de leur puissance de calcul.
2. Faible consommation énergétique : la Ğ1 est conçue pour être très économe en énergie. Elle peut fonctionner sur de petits appareils comme des Raspberry Pi, contrairement aux cryptomonnaies comme le Bitcoin qui nécessitent une puissance de calcul importante.
3. Toile de confiance : pour devenir membre co-créateur de monnaie, chaque personne doit être certifiée par au moins cinq autres membres. Cette toile de confiance est intégrée à la blockchain et vise à empécher la création de faux comptes.
4. Pas de spéculation : la création monétaire régulière et équitable de la Ğ1 la rend moins propice à la spéculation que d'autres cryptomonnaies.
5. Fondée sur la Théorie Relative de la Monnaie : la Ğ1 est fondée sur les principes de la TRM de Stéphane Laborde, qui vise à créer un système monétaire plus équitable.
6. Objectif social : La Ğ1 a pour but de créer du lien social, notamment à travers les rencontres physiques nécessaires pour intégrer la toile de confiance.
7. Licence monétaire : la Ğ1 dispose d'une licence monétaire spécifique qui définit les règles de création de comptes et de sécurité.
8. Approche communautaire : le développement de la Ğ1 et de son écosystème est largement porté par sa communauté, contrairement à de nombreuses cryptomonnaies gérées par des entreprises ou des fondations. Ces caractéristiques font de la Ğ1 une expérience unique dans le monde des cryptomonnaies, visant à créer un système monétaire plus équitable et démocratique.

## Utilisation du DU comme jeton de vote quadratique
Le Dividende Universel (DU) de la Ğ1 pourrait être utilisé comme jeton dans un système de vote quadratique. Le vote quadratique permet aux participants d'exprimer l'intensité de leurs préférences en "achetant" des votes supplémentaires, le coût augmentant de façon quadratique. L'utilisation du DU Ğ1 comme monnaie de vote présenterait plusieurs avantages :
1. Égalité initiale : chaque membre recevant le même DU quotidien, tous partiraient sur un pied d'égalité.
2. Renouvellement régulier : la distribution quotidienne du DU permettrait des cycles de vote réguliers.
3. Valeur réelle : le DU ayant une valeur d'échange, les votes auraient un coût d'opportunité réel.
4. Décentralisation : le système serait cohérent avec la philosophie décentralisée de la Ğ1. Cette approche est particulièrement intéressante pour la gouvernance de projets liés à l'écosystème Ğ1, et offre un mécanisme de décision collective plus nuancé que le simple vote majoritaire.

## Historique
La Ğ1 a démarré sur le territoire français le 8 mars 2017 avec 59 membres initiaux.
| Nombre membres | Date             |
| -------------- | ---------------- |
| 59             | 8 mars 2017      |
| 100            | 3 mai 2017       |
| 500            | 9 décembre 2017  |
| 1 000          | 1er mai 2018     |
| 1 500          | 12 décembre 2018 |
| 2 000          | 7 juin 2019      |
| 2 500          | 11 janvier 2020  |
| 3 000          | 29 mars 2021     |
| 4 000          | 18 décembre 2021 |
| 4 500          | 1er mars 2022    |
| 5 000          | 24 avril 2022    |
| 6 000          | 6 août 2022      |
| 7 000          | 27 novembre 2022 |
| 8 000          | 26 mars 2023     |
| 8 500          | décembre 2023    |
| 8 000          | avril 2024       |

## Paramètres
Une cryptomonnaie, et en particulier une monnaie basée sur la théorie relative de la monnaie, se distingue par les paramètres qui définissent le taux de croissance de la masse monétaire et la manière dont un individu est déclaré comme membre de la toile de confiance.

### Paramètres de la monnaie
| Paramètre                                                | Symbole        | Valeur                                                           |
| -------------------------------------------------------- | -------------- | ---------------------------------------------------------------- |
| Croissance théorique cible par période de revalorisation | c              | 4,88 % sur 6 mois ≃ 10 % par an                                  |
| Période de revalorisation du DU                          | dtreval        | 6 mois (182,625 jours)                                           |
| Date de la première revalorisation                       | t0reval        | 2017-03-21 11:00 UTC                                             |
| Calcul du DU                                             | DUjour(treval) | DUjour(treval - dtreval)+ c2 * (M/N)(treval - dtreval) / dtreval |

### Paramètres de la toile de confiance
| Paramètre                                                                                             | Valeur                      |
| --- | --------------------------- |
| Nombre de certifications requises pour devenir membre                                                 | 5                           |
| Délai limite de prise en compte d’une demande d’adhésion comme membre                                 | 2 mois (60 jours et 15h)    |
| Durée de vie d’une adhésion qui a été prise en compte                                                 | 1 an                        |
| Délai limite de prise en compte d’une certification                                                   | 2 mois (60 jours et 15h)    |
| Durée de vie d’une certification qui a été prise en compte                                            | 2 ans                       |
| Nombre maximal de certifications émises par membre                                                    | 100                         |
| Délai minimal d’attente entre deux certifications successives émises par une même personne            | 5 jours                     |
| Distance maximale, par les certifications, entre un nouvel entrant et les membres référents (stepMax) | 5                           |
| Nombre de certifications (émises et reçues) pour devenir membre référent                              | 6 (Cf. formule d'évolution) |
| Nombre de certifications (émises et reçues) pour devenir membre référent (formule)                    | PLAFOND(Nt^ (1 / stepMax))  |
| Pourcentage minimum de membres référents à atteindre pour respecter la règle de distance              | 80 %                        |

## Logiciels
Les logiciels de l’environnement Duniter sont sous licences libres GNU GPLv3 ou GNU AGPLv3.

### Duniter
Duniter est l’implémentation originale des protocoles Duniter DUBP (blockchain) et DUNP (network) développés à la même occasion.
Elle implémente un nœud (ou serveur), cœur du réseau Ğ1 P2P qui synchronise et modifie la blockchain commune.
Fonctionnant dans l’environnement Node.js, Duniter était initialement écrit en JavaScript. Son code a été porté en TypeScript, et depuis la version 1.8.0, son code est porté en Rust à l’aide du binding Neon.
Duniter expose une interface en ligne de commande et une interface web pour être administré.
Duniter expose deux API. Une pour les clients BMA (Basic Merkle API) et une pour la communication inter-nœuds WS2P (WebSocket To Peer).

### Clients

#### Cesium
Cesium est un client léger, une application web, qui permet la connexion d’un compte membre ou d'un portefeuille au réseau Duniter,.
Ses fonctionnalités principales sont : 
- Un récapitulatif des paramètres de la monnaie
- Un annuaire des membres et portefeuilles
- La liste des nœuds (serveurs) du réseau
- La gestion des certifications
- La gestion des transactions

Cesium est distribué en tant qu’extension par Mozilla Add-ons pour Firefox.

#### G1nkgo
G1nkgo est un portefeuille multiplateforme (web, app, linux...) dont l'objectif est d'être simple et d'accélérer son utilisation sur les marchés et auprès de personnes sans grandes connaissances en informatique.

#### Silkaj
Silkaj est un client en ligne de commande écrit en Python, qui permet d’émettre des transactions, des certifications, l’adhésion, la révocation, de consulter les soldes de plusieurs clés publiques, d’afficher l’historique des transactions d’une clé publique, ainsi que le statut d’une identité dans la toile de confiance : certifications reçues et émises, adhésion,.
Silkaj est distribué dans les dépôts officiels de Debian et Ubuntu,.

#### Superbot G1
Superbot G1 est un portefeuille Telegram.

## Duniter v2, Migration sur le framework Substrate
En juillet 2021, il a été proposé de migrer de Duniter v1, implémentation from scratch, vers une seconde version fondée sur le framework Substrate,. La principale motivation avancée est la dépréciation de Duniter v1 devenu de plus en plus difficile à maintenir. Des avantages importants sont attendus : plus de maintenance de toute la gestion de la blockchain à l’exception des règles métiers liés à la Ğ1, la possibilité de monter en charge, une fréquence plus importante de création des blocs qui a lieu toutes les six secondes au lieu de cinq minutes, des logiciels clients plus rapides et plus riches en fonctionnalités.
Les nouveaux logiciels clients Ğecko, Tikka ont été créés pour gérer exclusivement de cette seconde génération de l’écosystème. Il est prévu que les clients Cesium et Silkaj soient portés pour être compatible avec ce nouvel écosystème.

## Accueil, critiques
Des critiques sont formulées sur les fondements théoriques relatifs à la TRM et aux réalisations détaillées de cette monnaie libre,.
La Ğ1 est un cas d’étude pour l’utilisation de la technologie blockchain pour faire communs.